# Casting
Pour la série télévisée, voir Casting(s).
Pour les articles homonymes, voir Audition et Distribution.
 (avril 2015).
Si vous disposez d'ouvrages ou d'articles de référence ou si vous connaissez des sites web de qualité traitant du thème abordé ici, merci de compléter l'article en donnant les références utiles à sa vérifiabilité et en les liant à la section « Notes et références ».
Dans le domaine des arts du spectacle, le casting, ou l'audition, est l'étape qui permet de choisir des artistes (acteurs, danseurs, chanteurs...) voire des techniciens en vue d'une production théâtrale ou audiovisuelle. Le terme est également utilisé concernant les mannequins dans le domaine de la mode.
Par métonymie, le terme « casting » est également utilisé pour désigner la distribution, c'est-à-dire l'ensemble des interprètes ayant obtenu un rôle dans une production audiovisuelle ou un spectacle ; cependant, dans ce cas-là, le terme correct en anglais est « cast » (et non « casting »),,.
On parle aussi de « casting sauvage » quand des personnes sont abordées dans l'espace public ou sur les réseaux sociaux, sans qu'elles n'aient eu l'intention de se présenter à une audition ni même d'exercer une activité artistique.

## Généralités
Organisé par un directeur de casting, ce dernier consiste généralement en une série d'auditions devant un jury composé de personnes telles que le producteur, le metteur en scène et le chorégraphe. Les premières étapes demandent généralement aux artistes de présenter des « pièces d'audition » préalablement préparées, comme des courts monologues ou des chansons. Les étapes suivantes peuvent impliquer des groupes ou des couples d'artistes dans diverses combinaisons. Le jury peut ainsi juger à la fois du talent individuel et de l'alchimie de leur association.

## Déroulement

### Choix des premiers rôles
Le choix des premiers rôles se fait, en général, avant de commencer le tournage ; le scénario est souvent adapté ou écrit en fonction des comédiens pressentis. Les agents des comédiens servent d'intermédiaires. La décision doit être prise suffisamment à l'avance en fonction des libertés des comédiens et du planning de tournage.

### Choix des seconds rôles
En général, le casting des seconds rôles se fait pendant la phase de préproduction. Les agents des comédiens servent d'intermédiaires ou les recruteurs déposent directement leur annonce sur des sites spécialisés. Il peut y avoir des séances d'essais (une courte scène filmée) permettant de juger les qualités et la photogénie du comédien.

### Choix de la figuration
Il se fait aussi pendant la phase de préproduction. Une agence spécialisée (ou l'équipe de production) s'en charge, en déposant des annonces dans les journaux ou sur des sites internet spécialisés. À noter la différence entre les silhouettes, ayant à prononcer quelques mots ou à assurer une action particulière, et les figurants, qui ne parlent pas.

### Choix des techniciens
Le casting des chefs de postes (image, montage, son) se fait par rapport aux désirs et habitudes du metteur en scène et de concert avec le producteur. Les autres postes techniques sont usuellement choisis par les chefs de postes qui sont habitués à travailler avec les mêmes équipes.

## Casting de voix
Dans certaines productions comme la publicité ou l'animation, s'ajoute le choix des voix.